# Agapiti Ndorobo
Agapiti Ndorobo (ur. 14 sierpnia 1954 w Kidulo) – tanzański duchowny katolicki, biskup diecezjalny Mahenge od 1995.

## Życiorys
Święcenia kapłańskie otrzymał 6 grudnia 1980.
3 marca 1995 papież Jan Paweł II mianował go biskupem diecezjalnym Mahenge. Sakry udzielił mu 16 czerwca 1995 metropolita Dar-es-Salaam - arcybiskup Polycarp Pengo.